# SouLandscape
SouLandscape (ソウランドスケープ Sourandosukēpu)は、アメリカ・カリフォルニア州、ロサンゼルスを拠点に活動する日本のエレクトロ／ポップ／ロックユニット。このユニットは、元N★POINTSのボーカリストであったNAHOと、日本でピアニスト／映画・ビデオゲーム作曲家として活動していたK.Kによって結成された。彼らの音楽性は、シンセサイザーを駆使した音楽で、J-Popから、映像音楽、バラード、テクノ、EDM、アンビエントと多岐にわたる。緻密に組まれたサウンドスケープの上で、NAHOの声が曲の魂を伝える。

## 来歴

### 結成から初期の活動（2010年）
2008年、元N★POINTSのボーカリストであったNAHOは、4年間のワシントン州シアトルでの音楽修業を終えて、ハリウッドに拠点を移す。続いて、2010年、日本でピアニスト／映画・ビデオゲーム作曲家として活動していたK.Kは、マサチューセッツ州ボストンのバークリー音楽大学を卒業後、ロサンゼルスにやってくる。同年5月24日、SouLandscapeを結成し、リトルトーキョーの2nd Street Jazzにてアコースティックライブを行う。その後、彼らの音楽ジャンルを、エレクトロ／ポップ／ロックに変更し、曲作りを開始する。7月、indaba music主催によるLinkin Parkリミックスコンテストにて、楽曲"The Catalyst"をリミックス。
9月、同主催の"Drop The Bass: Nightclub City Original Music Contest"では、初のオリジナル"Blind Road - Club Version -"を製作。この曲は、人気投票にて1024作品中44位を記録し、その後、シングル"Blind Road"、そして、ファーストアルバムスペシャルエディション"Stand Alone α"に収録され、コンサートでも定番の曲となる。
2010年後半、翌年のシングルリリースに向けての楽曲製作を始める。12月、SouLandscapeは、バークリー音楽大学のインターネットラジオ番組"Project-Y"にて取り上げられ、シングルリリースに先駆けて、"Blind Road (Rock Version)"と"Like A Butterfly"がプレイされる。同月24日、YouTubeにて、クリスマス特別企画として、ビデオ"Silent Night 2010"を配信した。

### ファーストアルバム"Stand Alone"と東北大震災チャリティーコンサート（2011年）
2月1日、ファーストシングル"Blind Road"をiTunesにてリリース。3月25日から5月6日まで、日本料理レストラン「鮨処古都」にて、「東北大震災チャリティーコンサート」を毎週行う。寄付金は、UNICEFに送られた。
6月8日、ファーストアルバム"Stand Alone"をiTunes、そして、CDアルバムとしてリリース。翌年のライブツアーに向けて、リハーサルを開始する。

### ライブ（2012年-2014年初期）
2012年
5月27日、サンディエゴ、デル・マー・フェアグラウンドにて行われたSan Diego Japan Fair 2012に出演。
6月29日、ロサンゼルスコンベンションセンターにて行われたAnime Expo 2012のLounge21に出演。
8月25日、カリフォルニア州オレンジ郡の情報誌"Sweet Orange"にて、NAHOが特集される。
10月3日、ファーストアルバム"Stand Alone"が、AUTOFREAK,、Moritaya (サンフランシスコ)、J-Style （コスタメサ)、AUTOFREAK (ニュージャージー)を通して、アメリカ西部
東部で販売開始。
11月3日、レドンドビーチのブリクストンにて、"REVOLT 2012 - BLAZE YOUR STYLE -"に出演。
11月14日、ハリウッドのWhiskey a Go Goに出演。
11月30日、ロサンゼルスのCLUB GOOD HURTにて、"Vamp Star 10th Anniversary"に出演。
12月18日、タスティンの沖縄料理店"HABUYA"にて、ライブを行う。
2013年
1月26日、ロサンゼルス、リトルトーキョーで長きにわたりミュージシャンを輩出してきた2nd Street Jazzの閉店にあたり行われた、 "Tune in Tokyo Final Event at 2nd Street Jazz"に出演。
1月27日、アーバインの日本料理店"MIZUKI"にて演奏。
5月12日、バーバンクの"Little White Chapel"にてライブ。
7月28日、リトルトーキョーのGallery Mujoにて行われた"New Faces LA Event"に出演。
8月3日、ガーデナのBar Cielにて行われた"re:vibe"に出演。
8月24日、リトルトーキョーのNirvanaで行われた"THE BRIDGE"に出演。
9月7日、ガーデナのBar Cielにて行われた"re:vibe"に出演。
9月8日、リトルトーキョーのSenor Fishで行われた "→ Pia-no-jaC ← Live in LA" の前座を務める。
9月29日、新曲"Shyga"のビデオをdailymotionにて配信。
10月12日、13日、コスタメサで行われた"LA Japan Fair 2013"に出演。
11月17日、ロサンゼルスのCLUB GOOD HURTで行われた"UNITY"に出演。
12月24日、イラストレーター／アニメーターMinomiyabiとのコラボレーションで、ミュージックビデオ"Happy X'mas (War Is Over)"を配信。同日、リトルトーキョーのSenor Fishで行われた "11th Annual Jingle Dingle 2013"にて、K.Kがソロ出演。
2014年前期
3月17日、ファーストアルバム"Stadn Alone"が、日本のラジオSakuraFM 78.7 MHz "Girl Meets Cassette" で取り上げられる。
3月21日、ロサンゼルスのCLUB GOOD HURTで行われたVamp Starのイベントに出演。
4月26日、リトルトーキョーのNirvanaで行われた "HEMISPHERE GLOBAL MUSIC FOR THE MASSES,"に出演。
7月4日、5日、ロサンゼルスコンベンションセンターにて行われたAnime Expo 2014のLounge21に出演。
7月9日、トーランスのTJSラジオにて、楽曲"Like A Butterfly"が取り上げられる。
7月15日、トーランスのCutural Arts Centerにて行われた"Bridge USA SUmmer Festival"に出演。

### メディアミックス（2014年後期-現在）
2014年後期
9月7日、監督にイラストレーター／アニメーターMinomiyabiにを迎え、楽曲"Like A Butterfly"のミュージックビデオを配信。
9月21日、Yui SensationaL☆のセカンドアルバムとしてリリースされた "No Music No SensationaL Life☆"収録の楽曲"Story"にボーカルアレンジメントとレコーディングで参加。
11月25日、楽曲提供と出演で参加したMusiclaps Media Inc.のプロモーションビデオが、日本映画「太秦ライムライト」ロサンゼルスプレミアで上映される。
11月26日、上記Musiclaps Media Inc.のプロモーションビデオが、カナダプレミアで上映される。
12月5日、「太秦ライムライト」、アメリカとカナダにて一般公開開始。合わせて、Musiclaps Media Inc.のプロモーションビデオも上映される。
12月6日、リトルトーキョーの日米文化会館にて行われる写真家南川三治郎の展示会「第62回神宮式年遷宮写真展　日本の心」に向けたスペシャル企画として、アンビエントアルバム"躍動 - Dynamism -"をCDとして、リリース。6日から27日、展示会にて、アルバムが展示会場BGMとして流される。
2015年
1月2日、3日、サクラメントコンベンションセンターにて行われた"SacAnime Winter 2015"に出演。
2月13日、ロサンゼルスのThe Mid-City Arthouseにて行われた"Rock the Arts T.G.I.F. the 13th"に出演。
6月6日、リトルトーキョーの日米文化会館で行われたNinja-Con 2015に出演。

## 音楽のスタイル
彼らの音楽性は、シンセサイザーを駆使した音楽で、J-Popから、映像音楽、バラード、テクノ、EDM、アンビエントと多岐にわたる。緻密に組まれたサウンドスケープの上でNAHOの声が曲の魂を伝える。コンサートでは、製作で緻密に組まれた音世界がそのままステージに持ち込まれる。ステージには、MIDIギターやビームトリガーシステムなどユニークな機材が設置される。また、演劇などの要素も取り入れ、演出を駆使したショーとなる。

## メンバー
NAHO - リードボーカル、バッキングボーカル、MIDIギター、ビームトリガーシステム、作
曲、編曲
K.K - キーボード、バッキングボーカル、マニピュレーション、作曲、編曲

## ディスコグラフィー
| #  | タイトル                        | 作詞 | 作曲・編曲 | 製作者                                           | 時間 |
| -- | ------------------------------- | ---- | ---------- | ------------------------------------------------ | ---- |
| 1. | 「Blind Road」                  |      |            | 作詞: NAHO, 作曲: NAHO & K.K, 編曲: SouLandscape | 3:54 |
| 2. | 「Like A Butterfly」            |      |            | 作詞: NAHO, 作曲: NAHO & K.K, 編曲: SouLandscape | 4:44 |
| 3. | 「Blind Road - Club Version -」 |      |            | 作詞: NAHO, 作曲: NAHO & K.K, 編曲: SouLandscape | 4:08 |

| #  | タイトル                  | 作詞 | 作曲・編曲 | 製作者                                                         | 時間 |
| -- | ------------------------- | ---- | ---------- | -------------------------------------------------------------- | ---- |
| 1. | 「Squall」                |      |            | 作詞: NAHO, 作曲: NAHO & K.K, 編曲: SouLandscape               | 3:34 |
| 2. | 「Blind Road」            |      |            | 作詞: NAHO, 作曲: NAHO & K.K, 編曲: SouLandscape               | 3:54 |
| 3. | 「Self-Control」          |      |            | 作詞: NAHO, Rap作詞: K.K, 作曲: NAHO & K.K, 編曲: SouLandscape | 5:06 |
| 4. | 「Welcome to the Nation」 |      |            | 作詞: NAHO, 作曲: NAHO & K.K, 編曲: SouLandscape               | 2:17 |
| 5. | 「Music Rising Sun」      |      |            | 作詞: NAHO, 作曲: NAHO & K.K, 編曲: SouLandscape               | 1:06 |
| 6. | 「On My Way Home」        |      |            | 作詞: NAHO, 作曲: NAHO & K.K, 編曲: SouLandscape               | 2:47 |
| 7. | 「Wrong Way」             |      |            | 作詞: NAHO, 作曲: NAHO & K.K, 編曲: SouLandscape               | 5:57 |
| 8. | 「Children of God」       |      |            | 作詞: NAHO, 作曲: NAHO & K.K, 編曲: SouLandscape               | 4:41 |
| 9. | 「Like A Butterfly」      |      |            | 作詞: NAHO, 作曲: NAHO & K.K, 編曲: SouLandscape               | 4:44 |

| #   | タイトル                                           | 作詞 | 作曲・編曲 | 製作者                                           | 時間 |
| --- | -------------------------------------------------- | ---- | ---------- | ------------------------------------------------ | ---- |
| 10. | 「Blind Road - Club Version - (ボーナストラック)」 |      |            | 作詞: NAHO, 作曲: NAHO & K.K, 編曲: SouLandscape | 4:08 |

| #   | タイトル                                          | 作詞 | 作曲・編曲 | 製作者                                           | 時間 |
| --- | ------------------------------------------------- | ---- | ---------- | ------------------------------------------------ | ---- |
| 1.  | 「序曲：闇 (Prologue: Dark)」                     |      |            | 作曲: NAHO & K.K, 編曲: SouLandscape             | 3:50 |
| 2.  | 「希望 (Hope)」                                   |      |            | 作詞: NAHO, 作曲: NAHO & K.K, 編曲: SouLandscape | 4:47 |
| 3.  | 「蝶 (Butterfly)」                                |      |            | 作曲: NAHO & K.K, 編曲: SouLandscape             | 4:49 |
| 4.  | 「川原 (River)」                                  |      |            | 作曲: NAHO & K.K, 編曲: SouLandscape             | 4:49 |
| 5.  | 「朝 (Morn)」                                     |      |            | 作曲: NAHO & K.K, 編曲: SouLandscape             | 4:03 |
| 6.  | 「宴 (Feast)」                                    |      |            | 作曲: NAHO & K.K, 編曲: SouLandscape             | 3:49 |
| 7.  | 「月 (Moon)」                                     |      |            | 作曲: NAHO & K.K, 編曲: SouLandscape             | 7:04 |
| 8.  | 「苦悩 (Misery)」                                 |      |            | 作曲: NAHO & K.K, 編曲: SouLandscape             | 6:05 |
| 9.  | 「五月雨 (Early Summer Rain)」                    |      |            | 作曲: NAHO & K.K, 編曲: SouLandscape             | 4:36 |
| 10. | 「終曲：春乱 (Epilogue: Spring Has Come Around)」 |      |            | 作曲: NAHO & K.K, 編曲: SouLandscape             | 5:50 |

All releases were produced by SouLandscape.